# دوغو دمیرکول
دوغو دمیرکول (انگلیسی: Doğu Demirkol؛ زادهٔ ۶ سپتامبر ۱۹۸۵) کمدین، بازیگر اهل ترکیه است. وی از سال ۲۰۱۲ میلادی تاکنون مشغول فعالیت بوده‌است.